# Техаська різанина бензопилою 2
«Техаська різанина бензопилою 2» (англ. The Texas Chainsaw Massacre 2) — американська чорна комедія 1986 року, знята Тоубом Хупером за сценарієм Л. М. Кіта Карсона. Продовження фільму «Техаська різанина бензопилою» (1974) і друга частина серії «Техаська різанина бензопилою».

## Синопсис
Радіоведучий стає жертвою сім'ї канібалів, на яку полює колишній техаський маршал.

## У ролях
| Актор            | Роль                         |
| ---------------- | ---------------------------- |
| Денніс Гоппер    | лейтенант Буд "Лівша" Енрайт |
| Керолайн Вільямс | Ваніта Брок                  |
| Джим Сідов       | Дрейтон Сойєр                |
| Білл Мозлі       | Роберт Сойєр                 |
| Білл Джонсон     | Шкіряне обличчя              |

## Виробництво

### Розробка
Після прибуткового перевипуску фільму «Техаська різанина бензопилою»,  яке здійснила компанія New Line Cinema у 1981 році, режисер Тоуб Хупер розпочав роботу над сиквелом своєї оригінальної стрічки. 2 листопада 1983 року The Hollywood Reporter оголосила про роботу над проектом у комерційній рекламі.
Фільм був профінансований студією Cannon Films в рамках угоди з Хупером на три картини, раніше продюсувавши і розповсюдивши його фільми «Життєва сила» (1985) та «Прибульці за Марса» (1986). Спочатку Хупер планував бути лише продюсером, але був залучений на посаду режисера, коли не зміг знайти заміну, яку продюсери могли б собі дозволити.

### Кастинг
Гуннару Хансену спочатку запропонували зіграти роль Шкіряного Обличчя, але він стверджував, що йому запропонували "гонорар плюс десять відсотків", причому ці десять відсотків йшли його агенту. Коли він відповів, що не має агента, йому запропонували гонорар без додаткових десяти відсотків. Гансен вважав цю пропозицію занадто низькою. Публіцист підрозділу Скотт Холтон запропонував альтернативну версію, в якій стверджувалося, що Хансен вагався щодо ролі, і пропозицію було скасовано.
Білл Мозлі створив короткометражний фільм-пародію під назвою «Техаський манікюр бензопилою», де він зіграв невелику роль та показав її сценаристу, який показав її Тобі Хуперу. Хуперу сподобався фільм, і він тримав Мозлі на прикметі для ролі, якщо коли-небудь зніматиме продовження. Коли прийшов час знімати продовження, Мозлі запропонували роль.

### Зйомки
Зйомки фільму почалися 5 травня 1986 року в Остіні.  Локації зйомок у місті включали магазин бензопил Cut Rite, а також інтер'єри колишньої будівлі Austin American-Statesman. Більша частина зйомок відбувалася в зачиненому парку розваг "Маттерхорн" у Прері Делл та навколо нього, який замінив вигаданий техаський парк розваг "Battle Land", де знаходиться лігво сім'ї Сойєрів.

### Пост-продакшн
Кілька сцен були видалені режисером Тобі Хупером через проблеми з темпом. Одна довга сцена, яку вирізали з фільму, розповідає про те, як клан Сойєрів вирушає вночі, щоб зібрати найкраще м'ясо для свого чилі, вбиваючи відвідувачів, які виходять з кінотеатру, і групу буйних фанатів на автостоянці. Видалена сцена бійні включала кілька складних спецефектів Тома Савіні.

## Випуск
Фільм вийшов на екрани в США 22 серпня 1986 року. Він заробив більше половини свого бюджету під час прем'єрних вихідних і зібрав загальну суму в 8 025 872 доларів у домашньому прокаті.

## Зовнішні посилання
- The Texas Chainsaw Massacre 2 на сайті IMDb (англ.)
- The Texas Chainsaw Massacre 2 на сайті Rotten Tomatoes (англ.)